# Герб комуни Кунгсбака
Герб комуни Кунгсбака (швед. Kungsbacka kommunvapen) — символ шведської адміністративно-територіальної одиниці місцевого самоврядування комуни Кунгсбака. 

## Історія
Сюжет герба походить з печатки міста 1580 року. На його основі затверджено герб міста 1948 року. 
Після адміністративно-територіальної реформи, проведеної в Швеції на початку 1970-х років, муніципальні герби стали використовуватися лишень комунами. Тому з 1974 року цей герб представляє комуну Кунгсбака, а не місто.

## Опис (блазон)
У синьому полі жінка (Свята Гертруда?) у срібній одежі тримає в правиці золотий жезл, а у лівиці — таку ж чашу.

## Зміст
Оскільки місцева церква була посвячена Святій Гертруді, то ймовірно припустити, що саме її зображення фігурує на гербі, хоча її атрибути не зовсім відповідають усталеній іконографії. 

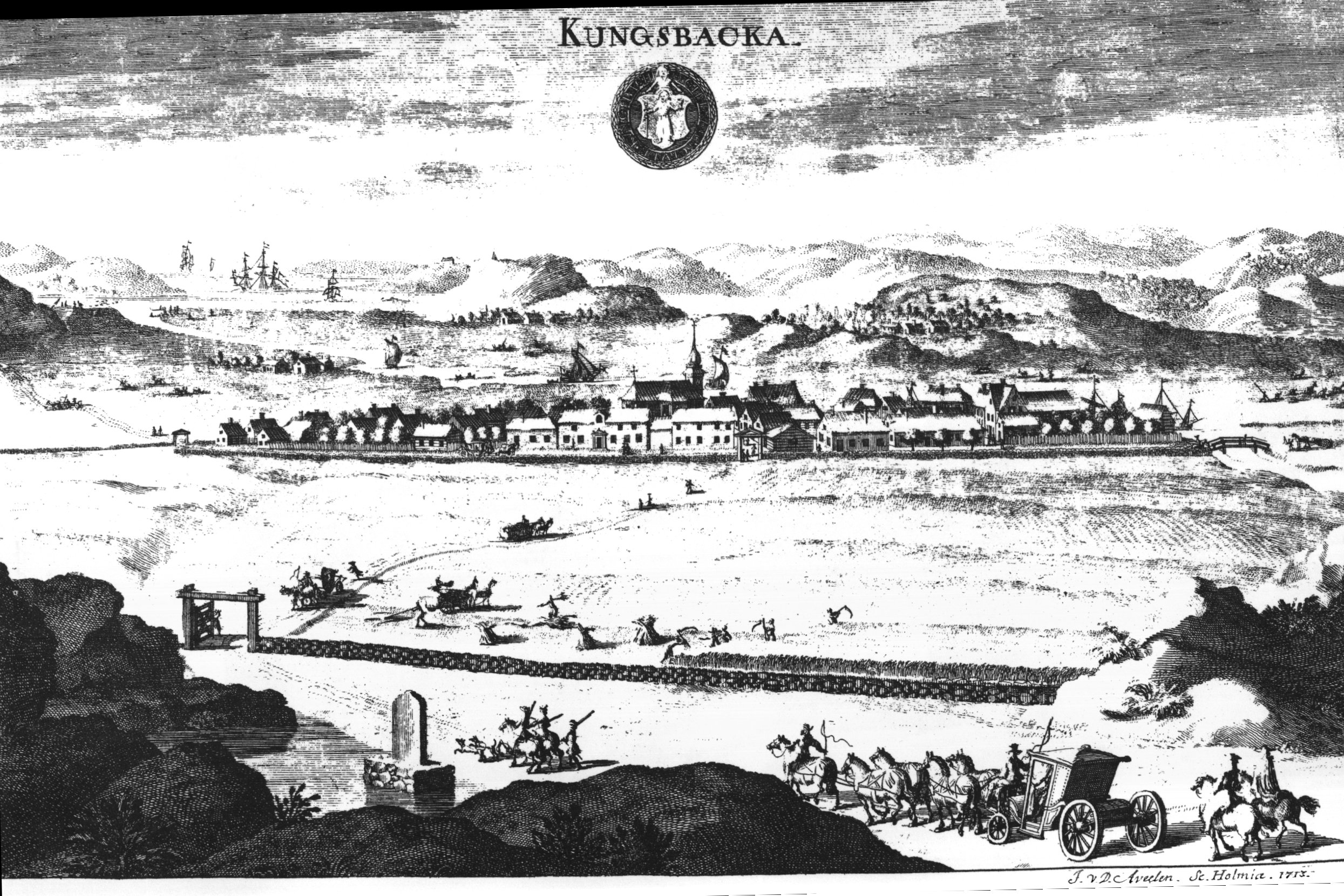
Герб на гравюрі Кунгсбаки (біля 1700 р.)